# 市原市立市原小学校
市原市立市原小学校（いちはらしりつ いちはらしょうがっこう）は、千葉県市原市能満にある公立小学校。文部科学省の学校コードはB112210004351、旧学校調査番号は121053。通称は市小（いちしょう）。

## 概要
市原市北部の市原地区に位置する。

## 沿革

### 年表
- 1907年11月17日 - 市原尋常小学校として開校[3]。
- 1941年4月1日 - 国民学校令により市原国民学校に改称[3]。
- 1947年5月1日 - 学校教育法施行により市原村立市原小学校に改称[3]。
- 1956年7月1日 - 市原村が五井町と市原町（市原村とは別の自治体）による分割により所在の能満は市原町に編入し，市原町立市原小学校となる[3]。
- 1963年5月1日 - 旧市原郡5町の合併により市原市が成立し市原市立市原小学校となる[3]。
- 1994年 - 文部省栄養教育推進モデル校 (〜1996)[3]
- 1995年 - 文部省栄養教育推進校[3]
- 1997年 - 市栄養教育研究指定[3]
- 1998年 - 市給食連携推進事業指定[3]
- 2007年 - 創立100周年[3]

## 施設

### 敷地
敷地の詳細は以下の通りである。
- 所在地：〒290-0011　千葉県市原市能満1320番地
- 所有者：市原市
- 敷地面積：15,552m2
- 用途地域：指定なし
- 指定建蔽率：60%
- 指定容積率：100%
- 取得価格：872,035,000円

### 建物
敷地内の建物は以下の通りである。
| 棟番号 | 棟名称         | 構造 | 階数        | 延床面積   | 建築年 | 耐震情報 | 備考 |
| ------ | -------------- | ---- | ----------- | ---------- | ------ | -------- | ---- |
| 001    | 校舎-6         | RC造 | 地上3階建て | 1,330.00m2 | 1980   | IS値0.78 |      |
| 002    | 校舎-4         | RC造 | 地上3階建て | 910.00m2   | 1973   | IS値0.88 |      |
| 003    | 体育館         | RC造 | 地上2階建て | 908.00m2   | 1975   | IS値1.74 |      |
| 004    | 校舎-1         | RC造 | 地上2階建て | 680.00m2   | 1964   | IS値0.76 |      |
| 005    | 校舎-1         | RC造 | 地上2階建て | 674.00m2   | 1972   | IS値0.78 |      |
| 006    | 校舎-3         | RC造 | 地上2階建て | 661.00m2   | 1962   | IS値0.76 |      |
| 007    | 校舎-5         | RC造 | 地上3階建て | 635.00m2   | 1977   | IS値0.91 |      |
| 008    | 便所           | RC造 | 地上2階建て | 87.00m2    | 1979   | IS値1.09 |      |
| 009    | 便所           | RC造 | 地上2階建て | 87.00m2    | 1979   | IS値1.14 |      |
| 010    | 校舎-5         | S造  | 地上1階建て | 50.00m2    | 1977   | -        |      |
| 011    | 倉庫・物置     | S造  | 地上1階建て | 42.00m2    | 1972   | -        |      |
| 012    | 倉庫・物置     | S造  | 地上1階建て | 36.00m2    | 1986   | -        |      |
| 013    | 給食室・校舎-3 | 木造 | 地上1階建て | 30.00m2    | 1973   | -        |      |
| 014    | 校舎-1         | S造  | 地上2階建て | 28.00m2    | 1986   | -        |      |
| 015    | 校舎-2         | S造  | 地上2階建て | 27.00m2    | 1986   | -        |      |
| 016    | 倉庫・物置     | 木造 | 地上1階建て | 26.00m2    | 1980   | -        |      |
| 017    | 倉庫・物置     | S造  | 地上1階建て | 23.00m2    | 2003   | -        |      |
| 018    | 調理室・校舎-3 | 木造 | 地上1階建て | 19.00m2    | 1988   | -        |      |
| 019    | 食堂・調理室   | 木造 | 地上1階建て | 10.00m2    | 1979   | -        |      |

### 併設施設
- 市原小学校児童クラブ（学童保育）

## 規模
2021年5月1日現在の児童数は216名。

## 通学区域
以下の町丁字とその範囲を通学区域として指定している。
- 郡本
  - 住居表示施行区域の1 - 6丁目
  - 住居表示未施行区域の一部
- 藤井1 - 4丁目
- 門前
  - 住居表示施行区域の1 - 2丁目
  - 住居表示未施行区域の一部
- 市原
- 西野谷の一部
- 山田橋
  - 住居表示施行区域のうち、1丁目および2丁目のそれぞれ一部と3丁目の全域
  - 住居表示未施行区域の全域
- 能満の一部

## 通学区域内施設
- 市原歴史博物館
- 東海大学付属市原望洋高等学校
- 能満幼稚園
- 市原市営能満墓園

## 中学校区
- 市原市立市原中学校

## 隣接小学校区
- 市原市立八幡小学校
- 市原市立白幡小学校
- 市原市立五所小学校
- 市原市立白金小学校
- 市原市立国分寺台東小学校
- 市原市立国分寺台西小学校
- 市原市立湿津小学校
- 市原市立市西小学校

## アクセス
- 五井駅東口から徒歩55分
- 八幡宿駅東口から徒歩48分
- 小湊鐵道バス（五03系統）
  - 「市原歴史博物館」で下車、徒歩6分
- 小湊鐵道バス（八25系統）
  - 「市原小学校入口」で下車、徒歩6分